# Пурал
Пурал (англ. Pural) — защитно-декоративное полимерное покрытие на основе полиуретана с добавлением полиамида, которое наносится на оцинкованную сталь. Отличается стойкостью к ультрафиолетовому излучению и повышенной прочностью. Торговое название Pural («пурал») является зарегистрированной торговой маркой компании Ruukki (Финляндия) в разных странах мира, включая Россию.

## История создания и авторские права
Покрытие «пурал» (англ. Pural) разработали в 1994 году, в 1998 году сталь с этим покрытием поступила в продажу в Финляндии, в 1999 году — в России.
В 2001 году в продаже появилось матовое покрытие пурал (Pural-Matt), которое не даёт бликов на солнце.
В 2013 году Ruukki разработала покрытие Pural Farm, предназначенное для металлоконструкций (сэндвич-панели, профлист), которые применяют при строительстве сельскохозяйственных зданий. Это покрытие придает металлу повышенную коррозийную устойчивость, так же высокую устойчивость к аммиачной среде.
Оригинальное покрытие Pural производит только финский концерн. Все права на бренд принадлежат компании Ruukki, брендовое имя Pural не может быть использовано сторонними компаниями без согласования с Ruukki.  Несоблюдение авторских прав на бренд преследуется законом.
Сталь с полимерным покрытием производится многими производителями, в частности, компаниями Ruukki (сталь с полиуретановым покрытием Пурал (англ.Pural)) (Финляндия), ArcelorMittal (сталь с полиуретановым покрытием GraniteHDX) (Люксембург), TATA Steel (ранее — CorusGroup) (сталь Colorcoat LG) (Индия/Великобритания). В России стали с полимерным покрытием производят НЛМК, Магнитогорский металлургический комбинат, Северсталь, Стальимэкс.

## Изготовление, конструкционные особенности и эксплуатационные характеристики
Для изготовления изделий с использованием пурала используется горячеоцинкованная холоднокатаная сталь толщиной от 0,5 до 1,5 мм с полимерным покрытием толщиной 50 микрометров.
Пурал (рулонный или листовой) — изделие, состоящее из девяти слоев:
- Полимерное покрытие,
- Грунтовка,
- Пассивирующий слой,
- Цинковое покрытие,
- Собственно стальной лист,
- Цинковое покрытие,
- Пассивирующий слой,
- Грунтовка,
- Защитная краска (на оборотной стороне).

Номинальная толщина покрытия — 50 микрон.

### Цинковое покрытие
Цинк и железо образуют гальваническую пару, в которой железо является менее активным металлом, в результате цинк в составе покрытия вступает в реакции коррозии первым, а основной металл (железо) остаётся практически «нетронутым».   Это и является причиной того, что сталь оцинковывают.
После горячей оцинковки цинк еще некоторое время является активным материалом. Поэтому для того, чтобы нейтрализовать действие цинка и обеспечить необходимую адгезию полимерного покрытия с краской, наносится пассивирующий слой и грунтовочная краска.
Слой цинка в изделиях Pural составляет не менее 20 микрон с каждой стороны (275 граммов цинка на 1 квадратный метр стали), что соответствует первому классу толщины покрытия по ГОСТ. Это отличает сталь производства Ruukki от большинства других сталей с полимерным покрытием на рынке (в России распространенным видом покрытия является оцинкованная сталь со вторым классом цинкового покрытия, выпущенная по ГОСТ 14918-80 — масса слоя цинкового покрытия нанесенного с двух сторон 142,5-258 граммов цинка на 1 квадратный метр стали).

### Полимерное покрытие
Полимерное покрытие не может быть заменой оцинковке: дополнительный защитный слой позволяет продлить срок службы изделий и повысить сопротивляемость коррозии даже при наличии незначительных механических повреждений.
Эстетическая гарантия (сохранность покрытия и цвета в течение указанного периода времени) на пурал составляет 30 лет, техническая гарантия (отсутствие сквозной коррозии кровельных листов в течение указанного периода времени) — 50 лет.

### Эксплуатационные характеристики
Пурал можно подвергать формованию (сгибанию на специальных станках) при температуре до −15 °C, при этом покрытие формуется без микротрещин, что важно при изготовлении сложных форм фальцевой кровли и водосточных систем.
Диапазон допустимых температур при эксплуатации — от −60 °C до +100 °C.
В соответствии с международным стандартом EN 10169 пурал обладает:
- стойкостью к ультрафиолетовым лучам — класс RUV4;
- устойчивостью к коррозии — класс RC5.

Крыши из стали с покрытием пурал требуют правильной эксплуатации. В 2010 году на собственном опыте в этом убедились реставраторы Китайского дворца дворцово-паркового ансамбля «Ораниенбаум». Именно из-за неправильной эксплуатации были проблемы с кровлей из пурала, установленной на здании: эксперты тогда подтвердили, что кровля протекла из-за физических нагрузок — по ней ходили рабочие.

## Применение
Пурал используется для изготовления:
- металлочерепицы[13];
- профлиста[14];
- сэндвич-панелей[15][16];
- вентилируемых фасадов;
- ограждающих конструкций (заборов)[17];
- водосточных систем[18];
- акустических экранов[19];
- распределительных щитов и другого электротехнического оборудования.

Пурал достаточно устойчив к механическим повреждениям, не боится перепадов температур. По мнению некоторых журналистов, слабое место этого материала — это его цветовая гамма. Однако компания-производитель поставляет пурал в 17 вариантах цвета в стандартной палитре. При этом по специальному заказу материал может быть исполнен и в нестандартном цвете.
Главной альтернативой металлочерепице из стали с полиуретановым покрытием, является металлочерепица, изготовленная из стали с полиэстеровым покрытием.
Как исходный материал пурал для производства готовой продукции используют различные компании-производители металлочерепицы и других строительных материалов.
Так, компания «УНИКМА» поставила для объектов горнолыжного курорта «Роза Хутор» (Красная Поляна, Сочи) металлочерепицу собственного производства, изготовленную с полимерным покрытием PuralMatt.
Сталь с покрытием пурал применялась при реконструкции фальцевой кровли исторических зданий, например, Русского музея, Центрального военно-морского музея, Эрмитажа.
Также пурал применяется при строительстве культовых зданий — православного храма во имя Иоанна Кронштадтского и преподобного Сергия Радонежского в Краснотурьинске (Свердловская область), малого храма кафедрального собора Христа Спасителя в Калининграде и других.